# U-90 (1941)
U-90 – niemiecki okręt podwodny typu VII C z okresu II wojny światowej. Okręt wszedł do służby w 1941. 

## Historia
Zatopiony  24 lipca 1942, podczas pierwszego patrolu bojowego na północnym Atlantyku na pozycji 75°04′00″N 4°49′00″E/75,066667 4,816667 przez kanadyjski  niszczyciel HMCS „St. Croix” z eskorty konwoju ON-113. Zginęła cała załoga – 44 oficerów i marynarzy.

## Przebieg służby
- 20.12.1941-30.06.1942 – 8. Flotylla U-bootów, Kołobrzeg Gdańsk (szkolenie)
- 01.07.1942-24.07.1942 – 9. Flotylla U-bootów, Brest (okręt bojowy)
- 24.07.1942 – zatopiony

Dowódcy:

20.12.1941-24.07.1942 - Kapitanleutnant (kapitan marynarki) Hans-Jürgen Oldröp 